# رطوبت
رطوبت یا نمناکی به‌طور کلی به دو صورت رطوبت مطلق و رطوبت نسبی هوا در نظر گرفته می‌شود. رطوبت مطلق یا نسبت رطوبت عبارت است از مقدار جرم بخار آب بر حسب کیلوگرم یا گرم که در واحد حجم هوا موجود باشد. مقدار بخار آبی که برای اشباع یک حجم معین از هوا نیاز است، با افزایش دمای هوا بیشتر می‌شود، بدین معنی که با افزایش دمای هوا، قابلیت ذخیره‌سازی بخار آب در واحد حجم هوا افزایش می‌یابد. رطوبت نسبی مقدار رطوبت موجود در یک حجم هوا با دمای مشخص به حداکثر رطوبتی است که آن هوا می‌تواند در همان دما داشته باشد.
هوای بدون بخار آب را هوای خشک می‌گویند. این نوع هوا در جو وجود ندارد، حتی در جو روی بیابان‌ها و عرض‌های بالا. هوای خشک به علاوهٔ رطوبت را هوای مرطوب می‌گویند. تبخیر که عامل مرطوب ساختن هوای خشک است، از سطح اقیانوس‌ها و آب‌های سطحی و تعرق، منبع رطوبت هوا، ایجاد ابرها و بارندگی است. حداکثر بخار آب موجود در جو ۴–۳ درصد است.
بخار آب موجود در جو در متعادل نگه داشتن دمای جو کره زمین نقش عمده‌ای دارد؛ زیرا بخار آب امواج تشعشعی با طول موج بلند را جذب می‌نماید؛ بنابراین، اگر در جو مقدار بخار آب کم باشد، اختلاف درجه حرارت بسیار زیاد می‌شود.

## رطوبت

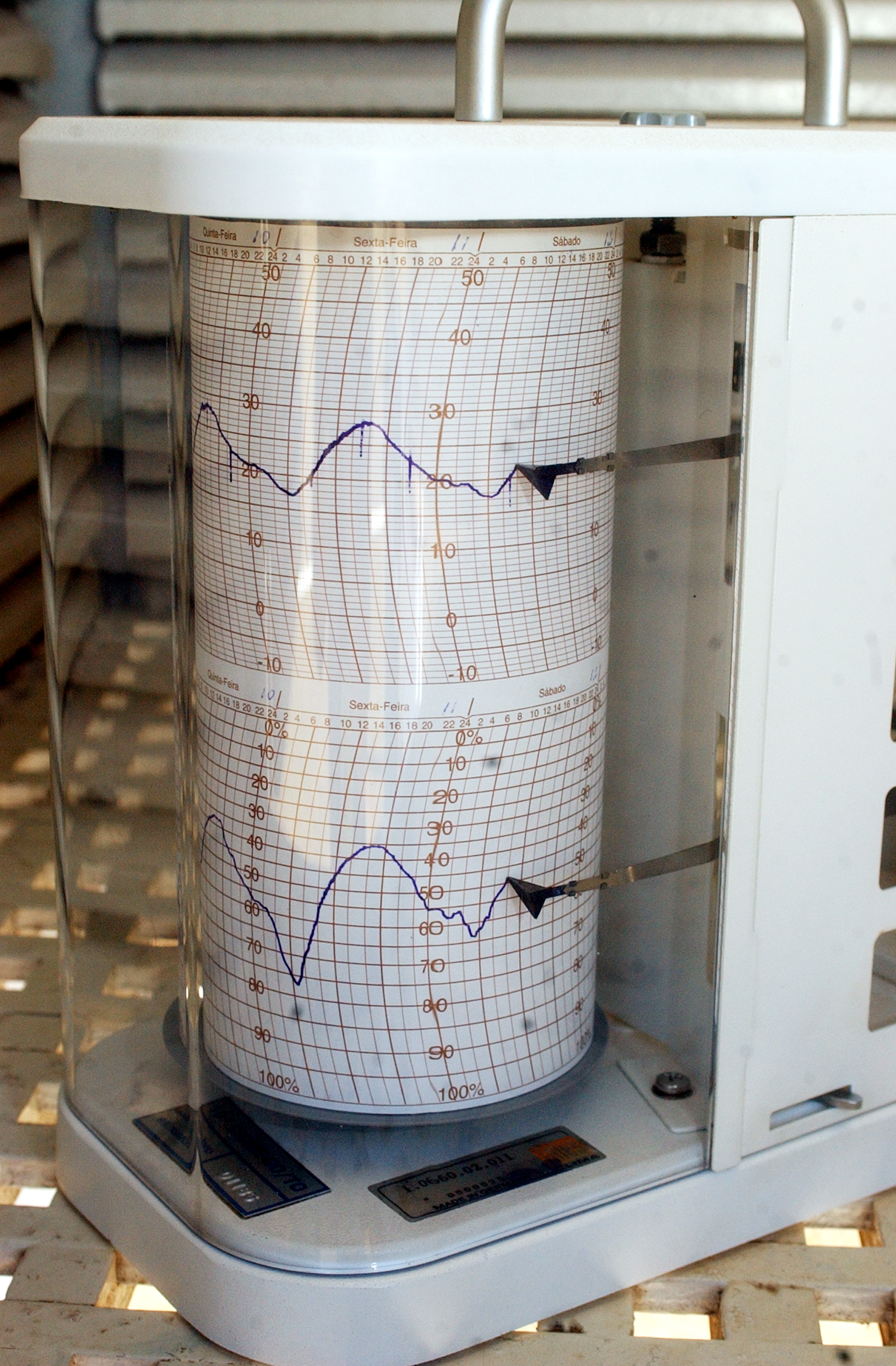
یک نم‌سنج

برای تبدیل یک گرم آب به بخار آب در حدود ۵۴۰ کالری حرارت لازم است و این مقدار گرما از محیط اطراف جذب می‌شود. بدین جهت عمل تبخیر، گرماگیر یا سرمازا است. در صورتی که در عمل میعان حرارت آزاد شده موجب ازدیاد گرمای محیط می‌شود. هر چه هوا گرمتر باشد، بخار آب بیشتری می‌تواند در هوا ذخیره شود، ولی به هر حال ذخیره بخار آب در هوا محدود است. موقعی فرا می‌رسد که اگر بخار آب وارد هوا شود، به صورت ذرات ریز آب ظاهر می‌شود. در این حالت گفته می‌شود که هوا از بخار آب اشباع شده‌است.

## متغیرهای هوای مرطوب

### رطوبت مطلق
مقدار بخار آب موجود در واحد حجم از هوا را رطوبت مطلق یا نسبت رطوبت می‌گویند. واحد آن گرم بر متر مکعب یا میلی‌گرم در لیتر است.
در حالت کلی هوای خشک را گاز کامل در نظر می‌گیریم و از قانون عمومی گازهای کامل pv = RT استفاده می‌کنیم. جرم یک متر مکعب هوا ۱۲۹۳ گرم و چگالی بخار آب نسبت به هوا ۰٫۶۲ است.

### رطوبت اشباع
اگر مقدار حداکثر بخار آب در دمای ثابتی وارد هوا شود، گویند هوا در این درجه حرارت از بخار آب اشباع شده و دارای رطوبت اشباع می‌باشد: فشار یا کشش بخار آب را در این حالت فشار بخار اشباع شده در درجه حرارت مزبور می‌نامند.

### رطوبت نسبی
بنا به تعریف، رطوبت نسبی، نسبت رطوبت مطلق در دمای t به رطوبت اشباع در همان دما می‌نامند. به عبارت دیگر نسبت بخار آب موجود در حجم معینی از هوا در دمای t به جرمِ بیشینه بخار آبی که می‌تواند در همین حجم در دمای t داشته باشد را رطوبت نسبی می‌گویند.

### فشار بخار آب
جو مخلوطی از گازهایی است که هر یک دارای فشار جزئی می‌باشند. فشار هوا در هر نقطه برابر مجموع فشارهای جزئی وارده از طرف هر گاز به انضمام بخار آب است. مقدار بخار آب موجود در هوا با مکان و زمان تغییر می‌کند. هرگاه فشار بالای سطح آب (یا زمین) در زمان معین و در دمای معین به صورت اشباع در آید، فشار جزئی بخار آب در آن زمان و دما را فشار اشباع گویند.
چنانچه هوا گرمتر شود موجب تبخیر مولکولهای بیشتری می‌شود تا آنکه فضای بالایی سطح آب (زمین) به حالت اشباع در می‌آید؛ بنابراین فشار بخار جزئی آب به دما بستگی دارد و با افزایش دما، فشار بخار اشباع نیز افزایش می‌یابد. هر چه دما کمتر باشد، مقدار بخار آب لازم برای رسیدن به مرحله اشباع کمتر است.
- شبنم شبنم رطوبتی است متراکم که به صورت قطراتی روی اشیاء و سطوح مختلف مشاهده می‌گردد. در شب‌های صاف و آرام ، زمیناز طریق تشعشع به سرعت سرد می‌شود و در نتیجه درجهحرارت آن از هوای مجاور کمتر می‌شود. آنگاه هوای اطراف که خنک شده بر اثر تماس با زمین تانقطهٔ شبنم سرد می‌شود.[۴]

### نقطه شبنم
هر گاه یک مخلوط هوا بخار با رطوبت مطلق ثابت، سرد شود، در درجه رطوبت معینی رطوبت نسبی آن به ۱۰۰٪ رسیده و اشباع می‌شود. درجه حرارتی را که رطوبت نسبی ۱۰۰٪ می‌شود را نقطه شبنم گویند. شبنم زمانی که تراکم در زیر دماهای نقطه انجماد رخ می‌دهد تشکیل می‌شود.

## تغییرات رطوبت نسبی
تغییرات شبانه‌روزی رطوبت نسبی برعکس تغییرات شبانه‌روزی درجه حرارت است. بیشینه آن کمی قبل از طلوع آفتاب و کمینه آن در حدود ساعت ۲ بعد از ظهر است. تغییرات سالانه رطوبت نسبی منظم نیست و نسبت به موقعیت منطقه تغییر می‌کند. رطوبت نسبی نسبت به ارتفاع نیز کاملاً نامنظم است و نمی‌توان قاعده خاصی برای آن بیان کرد. به‌طوری که ممکن است در اطراف یک ابر رطوبت نسبی صد در صد باشد و در فاصله کمی از آن خیلی کمتر از این مقدار باشد